# San Guillermo (Isabela)
San Guillermo  (Bayan ng San Guillermo) es un municipio filipino de cuarta categoría perteneciente a  la provincia de La Isabela en la Región Administrativa de Valle del Cagayán, también denominada Región II.

## Geografía
San Guillermo se encuentra en el sureste de la provincia, en el valle formado por el Río Grande de  Cagayán. El municipio se extiende a la cordillera de la Sierra Madre. Se encuentra a 365 kilómetros al norte de Manila y se puede acceder por la autopista Marhalika. Municipios vecinos son Angadanan, Benito Solivén, San Mariano, Dinapigue y Echagüe.
Tiene una extensión superficial de 325.49 km² y según el censo del 2007, contaba con una población de 16.865 habitantes y 2.594 hogares; 18.423 habitantes el día primero de mayo de 2010

### Barangayes
San Guillermo se divide administrativamente en 26 barangayes o barrios, todos de carácter rual, excepto los dos correspondientes  a la capital.
| - Anonang - Aringay - Centro 1 (Población) - Centro 2 (Población) - Colorado - Dietban - Dingading - Dipacamo - Estrella - Guam - Nakar - Palawan - Progreso | - Rizal - San Francisco del Sur - San Mariano del Norte - San Mariano del Sur - Sinalugan - Villa Remedios - Villa Rose - Villa Sánchez - Villa Teresita - Burgos - San Francisco Norte - Calaoagan - San Rafael |